# Suragina yaeyamana
Suragina yaeyamana är en tvåvingeart som beskrevs av Akira Nagatomi 1979. Suragina yaeyamana ingår i släktet Suragina och familjen bäckflugor. Inga underarter finns listade i Catalogue of Life.